# 石燕桥站
石燕桥站是一个成渝线上的铁路车站，位于四川省内江市隆昌县石燕镇，建于1952年，目前为四等站，邮政编码为642157。车站，客运业务于2010年停办；货运仅办理整车煤、粗杂货物发到。
1. ↑  《中国铁道年鉴》编辑部. . 铁道部档案史志中心. 2011. ISSN 1009-6957.